# Brad Cox
Brad Cox (2. května 1944 – 2. ledna 2021) byl počítačový vědec a držitel titulu Ph.D. v oboru matematická biologie. Známá je jeho práce v oboru softwarového inženýrství (specificky v znovupoužití softwaru) a tvorba programovacího jazyka Objective-C.
Bakalářský titul získal v oboru „Organic Chemistry and Mathematics“ na Furman University, a titul Ph.D. na „Department of Mathematical Biology“ na University of Chicago.

## Dílo
- Object Oriented Programming: An Evolutionary Approach. Addison Wesley. ISBN 0-201-54834-8. (1991)
- Superdistribution: Objects as Property on the Electronic Frontier. Addison Wesley. ISBN 0-201-50208-9. (1996)